# Dubai Tennis Championships 2005 - Qualificazioni doppio femminile
Le qualificazioni del doppio femminile del Dubai Tennis Championships 2005 sono state un torneo di tennis preliminare per accedere alla fase finale della manifestazione. I vincitori dell'ultimo turno sono entrati di diritto nel tabellone principale. In caso di ritiro di uno o più giocatori aventi diritto a questi sono subentrati i lucky loser, ossia i giocatori che hanno perso nell'ultimo turno ma che avevano una classifica più alta rispetto agli altri partecipanti che avevano comunque perso nel turno finale.
Le qualificazioni del doppio del torneo Dubai Tennis Championships 2005 prevedevano 4 coppie partecipanti di cui una è entrata nel tabellone principale.

## Teste di serie
1. Assente
2. Martina Müller /  Silvija Talaja (primo turno)

1. Juliana Fedak /  Galina Voskoboeva (primo turno)
2. Assente

## Tabellone

### Legenda
| - Q = Qualificato - WC = Wild card - LL = Lucky loser | - ALT = Alternate - SE = Special Exempt - PR = Protected Ranking | - w/o = Walkover - r = Ritirato - d = Squalificato |

|  | Primo turno | Primo turno                     | Primo turno                     | Primo turno                     | Primo turno |  |  | Ultimo turno                   | Ultimo turno                   | Ultimo turno | Ultimo turno | Ultimo turno |  |
|  |             |                                 |                                 |                                 |             |  |  |                                |                                |              |              |              |  |
|  |             | Sania Mirza Selima Sfar         | Sania Mirza Selima Sfar         | Sania Mirza Selima Sfar         | 8           |  |  |                                |                                |              |              |              |  |
|  | 3           | Juliana Fedak Galina Voskoboeva | Juliana Fedak Galina Voskoboeva | Juliana Fedak Galina Voskoboeva | 2           |  |  | Sania Mirza Selima Sfar        | Sania Mirza Selima Sfar        | 6            | 4            | 2            |  |
|  |             | Leanne Baker Francesca Lubiani  | Leanne Baker Francesca Lubiani  | Leanne Baker Francesca Lubiani  | 8           |  |  | Leanne Baker Francesca Lubiani | Leanne Baker Francesca Lubiani | 4            | 6            | 6            |  |
|  | 2           | Martina Müller Silvija Talaja   | Martina Müller Silvija Talaja   | Martina Müller Silvija Talaja   | 4           |  |  |                                |                                |              |              |              |  |